# Espurio Carvilio Máximo
Espurio Carvilio Máximo  fue edil curul en el año 299 a. C., y cónsul en 293 a. C., con Lucio Papirio Cursor.

## Carrera política
Su consulado se distinguió por las brillantes victorias sobre los samnitas, que habían hecho esfuerzos inmensos, y habían penetrado en la Campania. Carvilio primeró tomó Amiternum, y luego procedió al asalto de Cominium, mientras que su colega se enfrentaba con el gran ejército samnita.
Después de que Papirio hubiera obtenido una brillante victoria sobre el ejército samnita, Carvilio tomó Cominium, y a continuación, procedieron a atacar Palumbinum y Herculano, las cuales cayeron en sus manos, aunque antes Carvilio había sufrido una derrota frente a los samnitas cerca de esta última ciudad.
Después de estas acciones, Carvilio tuvo que ausentarse a Etruria, donde los Faliscos habían roto la paz. Aquí, también, tuvo éxito; él tomó la ciudad de Troilium y otros cinco lugares fortificados, derrotando al enemigo y finalmente le concedió la paz a los habitantes de Faleria después del pago de una gran suma de dinero.
A su regreso a Roma celebró un triunfo espléndido, de acuerdo a Tito Livio, sobre los samnitas y los etruscos, y después del triunfo de Papirio; de acuerdo a los fastos triunfales, solo sobre los samnitas, y un mes antes del triunfo de su colega.
Carvilio adquirió gran popularidad por la distribución de una gran parte del botín que hizo entre los soldados, a diferencia de su colega que no lo había hecho, pero incluso después de esta distribución ingresó al Tesoro trescientas ochenta mil libras de bronce y gastó el resto en la construcción de un templo a la diosa Fortuna.
Con las armaduras de bronce tomadas de los samnitas hizo una estatua colosal de Júpiter en el Capitolio, que fue de una altura tal que podía ser visto desde el templo del Monte Albano, y con el bronce que sobró del pulido de este trabajo tuvo su propia estatua, que se puso a los pies del coloso.
En el año siguiente a su consulado, Carvilio fue designado legado del cónsul Décimo Junio Bruto Esceva, debido a que los cónsules de ese año no tenían experiencia militar y habían sido elegidos en la expectativa de un estado de paz.
En el año 272 a. C., Carvilio fue elegido cónsul una segunda vez con su excolega Lucio Papirio Cursor, pues el pueblo, recordando sus anteriores victorias, esperaba que se pusiera fin a las guerras samnitas; antes que Pirro de Epiro volviera a Italia.
Los cónsules no defraudaron las expectativas de la gente, aunque no tenemos información de los detalles de la guerra. Ellos vencieron a los samnitas, lucanos, bruttios, y tarentinos, y celebraron un triunfo a cuenta de sus victorias.
Debe ser a este Espurio Carvilio al que Veleyo Patérculo se refiere, que, aunque nacido de rango ecuestre, llegó a los más altos honores del Estado, y no al cónsul de 234 a. C., como Orelli supone.